# Forsthaus Kranichstein

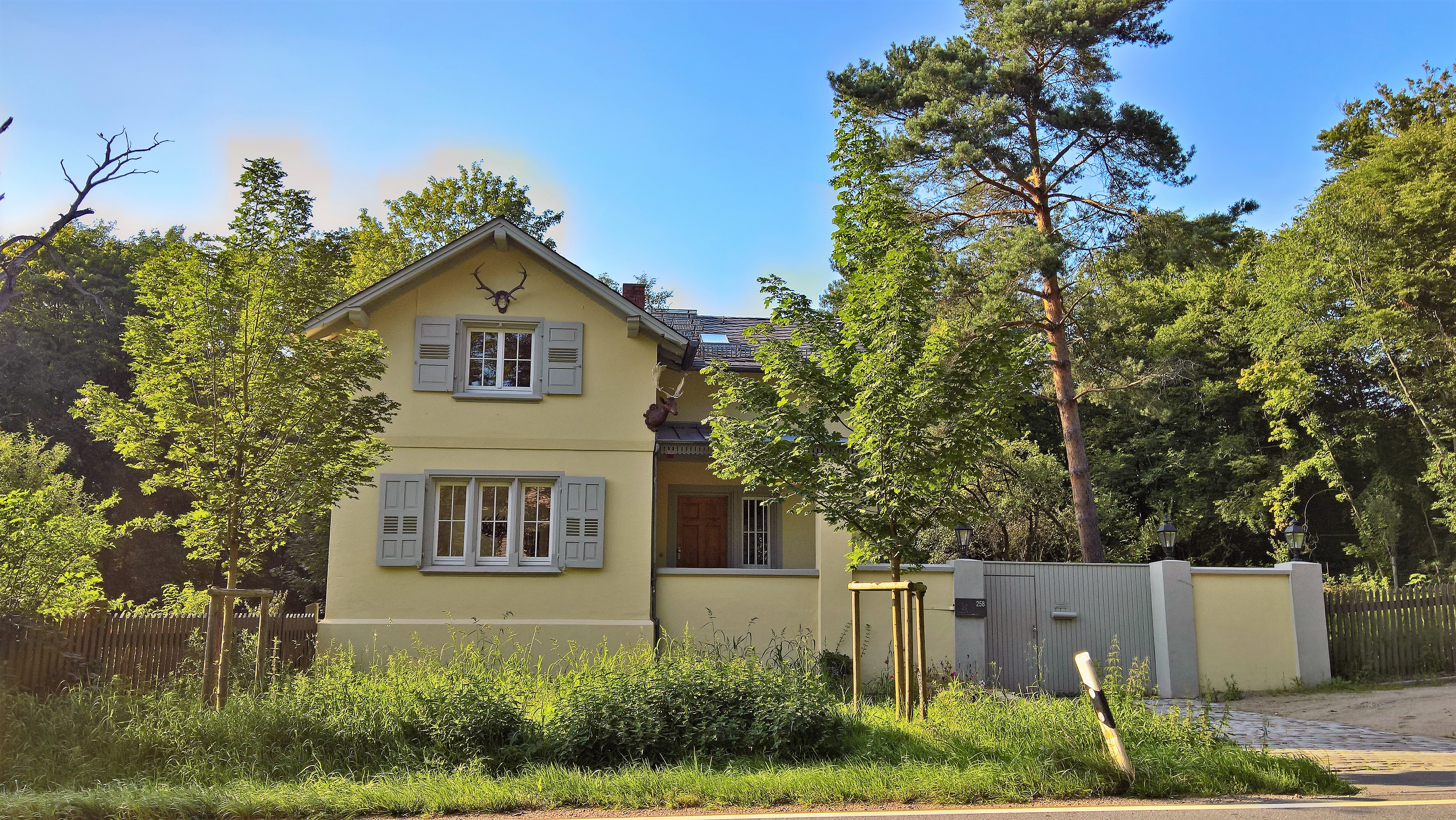
Forsthaus Kranichstein (2017)

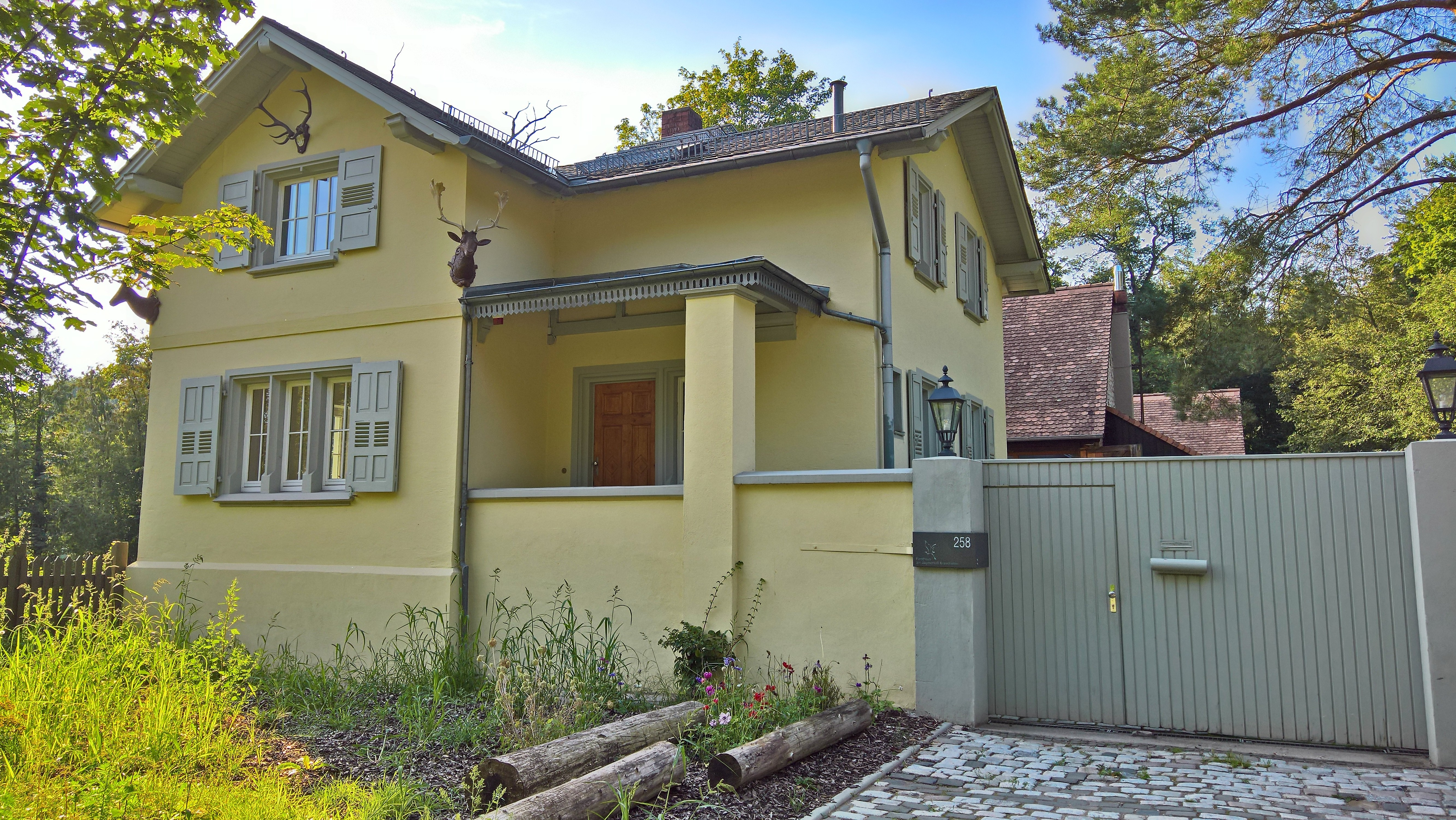
Forsthaus Kranichstein (2017)

Das Forsthaus Kranichstein (auch: Forsthaus Fasanerie) ist ein denkmalgeschütztes Forsthaus in Darmstadt-Kranichstein, Hessen.

## Beschreibung

### Allgemeine Beschreibung
Das Forsthaus wurde in der Mitte des 19. Jahrhunderts erbaut. Das im klassizistischen Stil errichtete Bauwerk ist der Prototyp des hessisch-darmstädtischen Forsthauses. Das zweigeschossige Wohnhaus besitzt ein abgewinkeltes Satteldach. Sprossenfenster und graue Klappläden zieren die gelb verputzte Fassade. Der Eingangsbereich ist überdacht.
Das Kranichsteiner Falltorhaus ist als Kulturdenkmal in Verbindung mit dem Jagdschloss Kranichstein von überregionaler Bedeutung und trägt zur kulturellen Bedeutung der Stadt bei. Der historische Zustand ist durch eine Gouache des Darmstädter Hofmalers Ernst August Schnittspahn (1795–1882), durch Ansichten von Darmstadt zur Biedermeierzeit bekannt. Es wurde um 1830 als jüngstes Falltorhaus in Form eines Gebäudeensembles gegenüber dem Jagdschloss erbaut. Um 1870 wurde es zu einer Revierförsterei umgewandelt, im Zuge der Forstreform wurde es aufgegeben und 2013 verkauft. Das ehemalige Forstdienstgehöft steht auf einem großen Grundstück. Direkt an der Straße liegt das Wohn- und Dienstgebäude des Försters, verputzt, 2-geschossig. Dahinter folgt der Hof, der von einem Scheunen- / Stallgebäude aus unverputztem Bruchstein abgeschlossen wird. Im Garten befindet sich ein hölzerner Schuppen. 
Im ehemaligen Falltor- bzw. Forsthaus befindet sich heute ein Architekturbüro. Die Außenfassade wurde nach historischem Vorbild saniert. Historische Elemente, wie Holzböden und Holzoberflächen wurden freigelegt und aufgearbeitet. Im Scheunen- / Stallgebäude befindet sich das Wohnhaus. Das Bruchsteinmauerwerk wurde von Putz befreit und aufgearbeitet. Der Holzdachstuhl wurde freigelegt. Ehemalige Futtertröge haben ihren Platz im Bad als Waschbecken gefunden. Der Vorplatz zur Kontrolle des Waldzugangs wurde durch veränderte Nutzungsanforderungen dem Garten zugeschlagen. Der Vorplatz wurde nach dem ursprünglichen Erscheinungsbild wieder hergestellt, eine Baumreihe entlang der Kranichsteiner Straße und die ursprünglich vorhandene Streuobstwiese wurden wieder hergestellt.
Die Anlage des ehemaligen Forstdienstgehöftes besteht aus einem Ensemble mit drei Gebäuden auf 6.600 m² Grundstücksfläche und wird 2-seitig durch den Waldrand begrenzt. Es handelt sich beim Forsthaus (Vorderhaus) um einen Putzbau, das Scheunengebäude ist ein Massivbau aus Bruchsteinmauerwerk mit eindrucksvollem Holzdachstuhl und das Werkstattgebäude ist ein Holzgebäude mit Fachwerkkonstruktion und Holzbretterschalung. Ziel bei der 2014 bis 2017 durchgeführten Sanierung war es, die drei Gebäude dieses Ensembles in ihrer Charakteristik zu erhalten und sie durch die Sanierung neu zu beleben sowie den ursprünglichen Zustand hinsichtlich der denkmalgeschützten Gebäude als auch der Freiflächen als erstes Haus, am Laubmischwald gelegen, von Streuobstwiesen umgeben, wieder herzustellen. Der Erhalt und Aufarbeitung der Grundsubstanz wurden unter besonderer Berücksichtigung des Denkmalschutzes durchgeführt.

### Forsthaus
Bei der Sanierung des Forsthauses (Vorderhaus) wurde darauf geachtet, das äußere Erscheinungsbild wieder herzustellen. Damschauflerköpfe, die ursprünglich an der Straßenfassade waren, wurden nachgebildet und krönen wieder die Straßenansicht. Im Innenbereich wurden alte Holzelemente, wie Holzboden und die -treppe von Lackschichten befreit und aufgearbeitet, der vorhandene Kachelofen wurde wieder Instand gesetzt. Ziel des Farbkonzepts war die Rückführung in die ursprüngliche historische Farbigkeit des Falltorhauses, das umgeben von Streuobstwiesen vor dem Waldrand stand. Aufgrund der Gouache von Ernst August Schnittspahn des Falltorhauses wurde ein restauratorischer Befund durchgeführt. Als freigelegte Farbe des Putzes kam ein lichter Ockerton zum Vorschein, der mit einem Farbscan analysiert und in ein modernes Farbsystem übertragen wurde. In Analogie zum Farbkonzept des Jagdschlosses Kranichstein wurden die Fenstergesimse und Fensterläden in Kieselgrau gefärbt und die Fenster weiß beschichtet.

### Scheune
Bei der Umgestaltung des Scheunen-/ Stallgebäudes in ein Wohnhaus wurde die äußere historische Hülle erhalten, während das „Innenleben“ sehr frei interpretiert und der neuen Nutzung (Wohnen) zugeführt wurde. Das Scheunen-/ Stallgebäude war weiß geputzt und wurde in ihren ursprünglichen Zustand aus unverputztem Bruchsteinmauerwerk, wieder zurückgeführt. Im Innenraum blieb das Bruchsteinmauerwerk erhalten und prägt den großen Innenraum, der von Zwischendecken, Trennwänden und Einbauten, die nachträglich zugefügt wurden, befreit wurde. Das Holzwerk der Dachkonstruktion wurde ebenfalls freigelegt und herausgestellt sowie um neue Einbauten, wie Treppe und Galerieerweiterung ergänzt. Das Abbruchmaterial (Bruchstein und Sandstein) wurde an anderer Stelle wieder eingebaut. Die Dachziegel wurden abgedeckt, zwischengelagert und wieder verwendet. Die Fenstergesimse aus rotem Sandstein wurden von Farbschichten befreit. Ein roh belassener Dielenboden aus Roteiche harmoniert mit der historischen Raumhülle aus Bruchstein. Ehemalige Futtertröge haben ihren Platz im Bad als Waschbecken gefunden.

### Werkstatt
Bei der Sanierung der Werkstatt in ein Wohnhaus wurde in Abstimmung mit der Denkmalpflege festgelegt, das historische Innenleben mit seiner spezifischen Raumatmosphäre eines Holzhauses mit Fachwerkkonstruktion und außen liegender Bretterverschalung, die den Innenraum prägt, zu bewahren. Der neue Fassadenaufbau wurde auf die bestehende Fachwerkkonstruktion mit außen liegender Dämmung, Dämmständern und neuer Holzverschalung angebracht und farblich dem Bestand angeglichen. Die neue Holzverschalung wurde nach dem Leitbild der bestehenden Fassade mit Brettern unterschiedlicher Breite ausgeführt. Die Dachziegel wurden abgedeckt, zwischengelagert und nach der Aufsparrendämmung auf dem bestehenden Holzdachstuhl wieder verwendet. Eine alte historische Werkbank wurde aufgearbeitet und findet nun ihren Platz im Bad als Waschtisch.